# Cecilia Eusepi
Cécile ou Cecilia Eusepi (1910 - 1928), est une laïque et militante catholique italienne, membre du tiers-ordre des Servites de Marie. Elle est vénérée comme bienheureuse par l'Église catholique.

## Biographie
Cecilia Eusepi est née le 17 février 1910 à Monte Romano, de parents chrétiens. Moins d'un mois et demi après sa naissance, son père meurt et la famille s'en va habiter chez l'oncle maternel à Nepi. Issue d'une famille religieuse, on confie son éducation aux cisterciennes.
Elle reçoit sa première communion et sa confirmation à sept ans. Elle lit à dix ans la vie de sainte Thérèse de Lisieux, et s'efforce de devenir sainte. 
À douze ans, en 1922, elle intègre le Tiers-ordre des Servites de Marie, mais doit quitter le monastère pour cause de maladie, et adhère à l'Action catholique.
Elle peut cependant intégrer à Pistoie le noviciat des religieuses du Tiers-ordre des Servites de Marie à treize ans et demi en 1923. Mais sa maladie s'aggrave et elle doit revenir chez elle trois ans après, en 1926. 
À l'été 1926, on lui diagnostique une maladie pulmonaire. Elle supporte cette épreuve en intensifiant sa vie spirituelle. Elle trouve dans les écrits de sainte Thérèse de Lisieux son idéal. Dès lors, elle décide de passer le restant de sa vie à sauver des âmes par la prière et des sacrifices, et par l'offrande d'elle-même. 
Elle s'appuie sur la contemplation, et sur l'eucharistie quotidienne.
En 1927, son confesseur lui demande d'écrire son autobiographie, qui sera intitulée Storia di un Pagliaccio, qui constitue son héritage spirituel.
Cecilia Eusepi meurt le 1er octobre 1928, à l'âge de 18 ans et demi, à Nepi dans la province de Viterbe.

## Béatification et canonisation
Sa cause en béatification et canonisation est ouverte en 1944. Après l'étude de ce qu'a écrit Cecilia Eusepi, le « décret sur les écrits » est signé le 22 novembre 1946.
L'introduction de la cause est décrétée le 23 janvier 1954. Neuf ans après, le décret du 12 juillet 1963 atteste la validité des procès. 
Dans le cadre de l'étude sur ses vertus, pour savoir si elle a pratiqué les vertus catholiques à un degré héroïque, une objection est soulevée à propos de son âge. Le promoteur de la foi se base sur le fait qu'étant requis dix ans d'exercice héroïque des vertus, Cécile Eusepi aurait dû exercer héroïquement ces vertus à partir de neuf ans, à un âge où il estime qu'un jeune n'a pas la maturité suffisante. Le promoteur de la cause répond que « ce n'est pas seulement une question d'âge, surtout parce que, dans le cas de Cécile, on a toujours souligné son équilibre et sa clairvoyance qui la rendaient sans aucun doute plus mûre que son âge ».
Le 1er juin 1987, le pape Jean-Paul II reconnaît l'héroïcité de ses vertus et lui attribue le titre de vénérable.
Sa béatification est célébrée le 17 juin 2012 à Nepi par le cardinal Angelo Amato, représentant le pape Benoît XVI. Cecilia Eusepi est ainsi proclamée bienheureuse.
La fête liturgique de la bienheureuse Cecilia Eusepi est fixée au 1er octobre.

## Écrits
- Ven. Cecilia Eusepi, Autobiografia e Diario, Postulazione OSM, Rome, 1991.